# (4432) McGraw-Hill
(4432) McGraw-Hill ist ein Asteroid des inneren Hauptgürtels, der am 2. März 1981 vom US-amerikanischen Astronomen Schelte John Bus am Siding-Spring-Observatorium in Australien entdeckt wurde. Nachträglich konnte festgestellt werden, dass der Asteroid bereits am 8. Oktober 1964 an der Sternwarte am purpurnen Berg in China und am 13. Februar 1977 am Palomar-Observatorium in den USA sowie bereits im Monat vor der eigentlichen Entdeckung am Siding-Spring-Observatorium fotografiert worden war.
Der Asteroid wurde benannt nach dem 1,3-m-McGraw-Hill-Teleskop auf dem südwestlichen Grat des Kitt Peak in Arizona, wo die ersten physikalischen Beobachtungen dieses Kleinplaneten durchgeführt wurden. Das Teleskop wird von einem Konsortium aus der University of Michigan, dem Dartmouth College und dem Massachusetts Institute of Technology (MIT) als Teil des Michigan-Dartmouth-MIT (MDM) Observatory betrieben. Ursprünglich im Juli 1969 in Stinchfield Woods bei Dexter, Michigan, errichtet, konnte das Teleskop 1975 dank der finanziellen Unterstützung von McGraw-Hill und der Alfred P. Sloan Foundation an seinen heutigen Standort verlegt werden. Der Namensvorschlag erfolgte durch den US-amerikanischen Astronomen Richard P. Binzel.

## Wissenschaftliche Auswertung
Eine Auswertung von Beobachtungen durch das Projekt NEOWISE im nahen Infrarot führte 2011 für (4432) McGraw-Hill zu vorläufigen Werten für den Durchmesser und die Albedo im sichtbaren Bereich von 3,0 km bzw. 0,25.
Aus photometrischen Beobachtungen des Asteroiden am 19. und 23. Dezember 1990 mit dem 1,3-m-McGraw-Hill-Teleskop konnte keine Rotationsperiode bestimmt werden.